# Ingenio Juchitán
Ingenio Juchitán är en ort i Mexiko.   Den ligger i kommunen El Espinal och delstaten Oaxaca, i den sydöstra delen av landet, 500 km sydost om huvudstaden Mexico City. Ingenio Juchitán ligger 30 meter över havet och antalet invånare är 236.
Terrängen runt Ingenio Juchitán är platt. Runt Ingenio Juchitán är det ganska tätbefolkat, med 179 invånare per kvadratkilometer. Närmaste större samhälle är Juchitán de Zaragoza, 4,5 km söder om Ingenio Juchitán. Omgivningarna runt Ingenio Juchitán är en mosaik av jordbruksmark och naturlig växtlighet.